# Hille (Agder)
Pour les articles homonymes, voir Hille (homonymie).
Hille est une île du comté d'Agder, au sud de la péninsule de Norvège. L'île se trouve dans la municipalité de Lindesnes, à environ 5 km au sud-est de la ville de Mandal.
L'île n'est accessible que par bateau, et il y a une route qui relie les deux ports sur les côtés nord et est de l'île. L'île a une petite population permanente, mais elle compte également de nombreuses maisons de vacances dans tout le nord et l'est de l'île.